# Лінарес (провінція)
Провінція Лінарес (ісп. Provincia de Linares) — провінція у Чилі у складі області Мауле. Адміністративний центр — Лінарес. Складається з 8 комун. Територія — 10 049,2 км². Населення — 253 990 осіб. Густота населення — 25,27 осіб/км².

## Географія

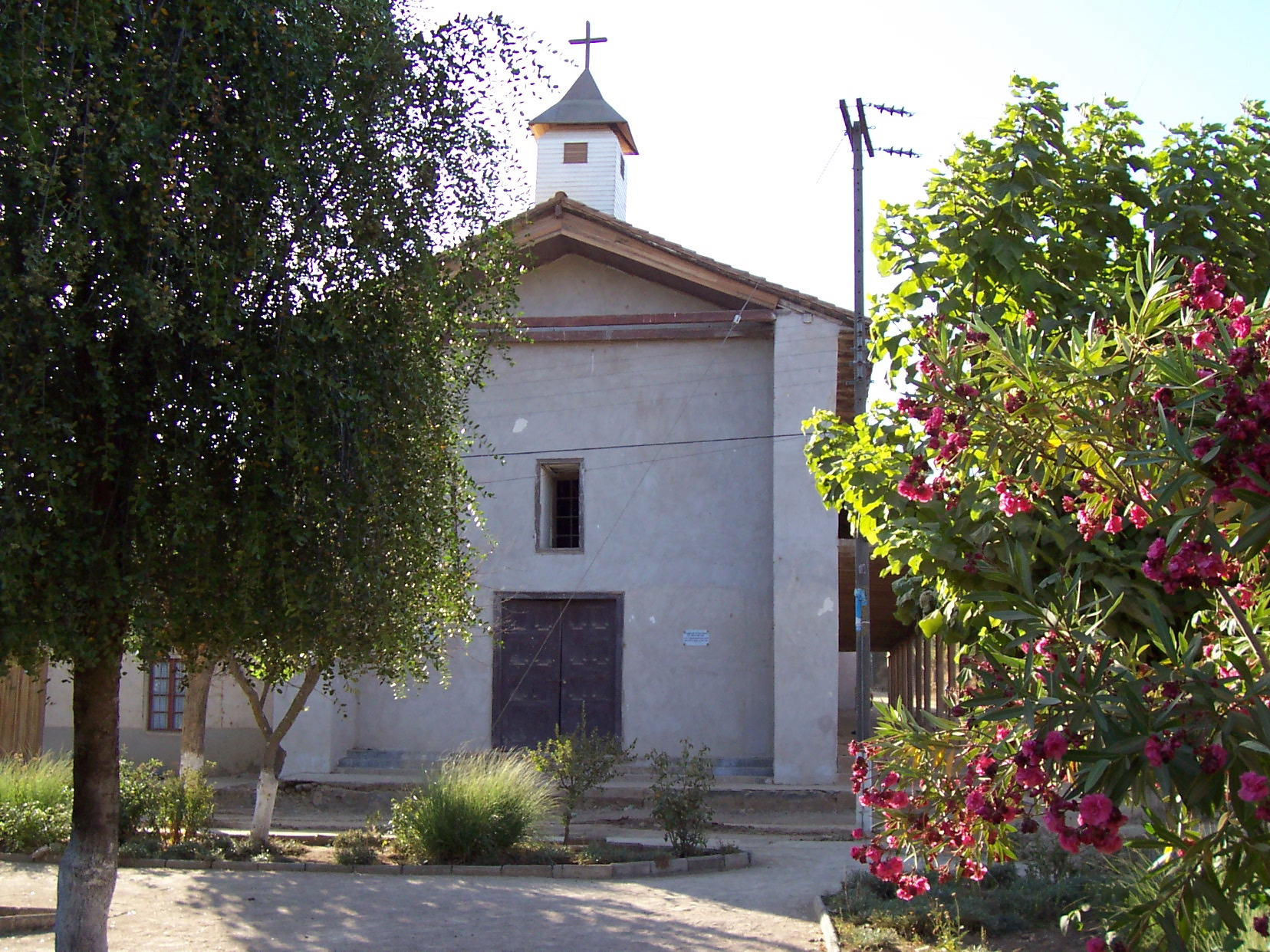
Парафіяльна церква у селі Ніривільйо у комуні Сан-Хав'єр. Будівля була побудована у колоніальний період

Провінція розташована на півдні області Мауле.
Провінція межує:
- на півночі — провінція Талька
- на сході — провінція Неукен (Аргентина)
- на півдні — провінція Ньюбле
- на заході — провінція Каукенес

## Адміністративний поділ
Провінція включає в себе 8 комун:
- Лінарес. Адмін. центр — Лінарес.
- Сан-Хав'єр-де-Ланкомілья. Адмін. центр — Сан-Хав'єр.
- Парраль. Адмін. центр — Парраль.
- Вілья-Алегре. Адмін. центр — Вілья-Алегре.
- Лонгаві. Адмін. центр — Лонгаві.
- Кольбун. Адмін. центр — Кольбун.
- Ретіро. Адмін. центр — Ретіро.
- Єрбас-Буенас. Адмін. центр — Єрбас-Буенас.

## Галерея

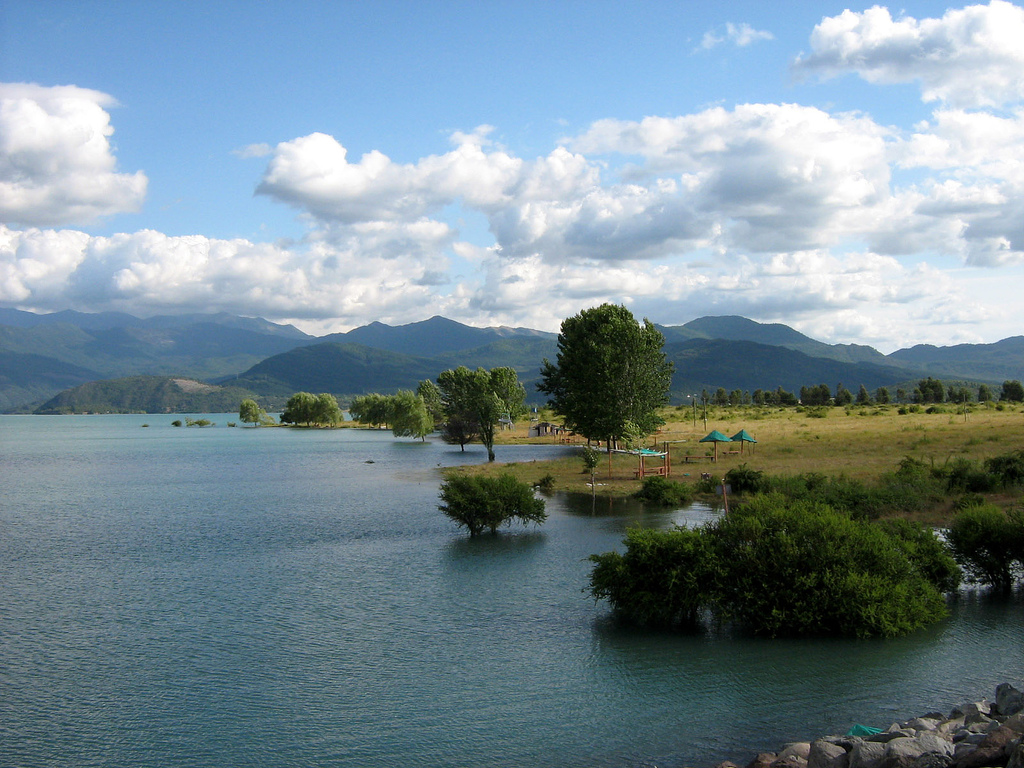
Озеро Кольбун
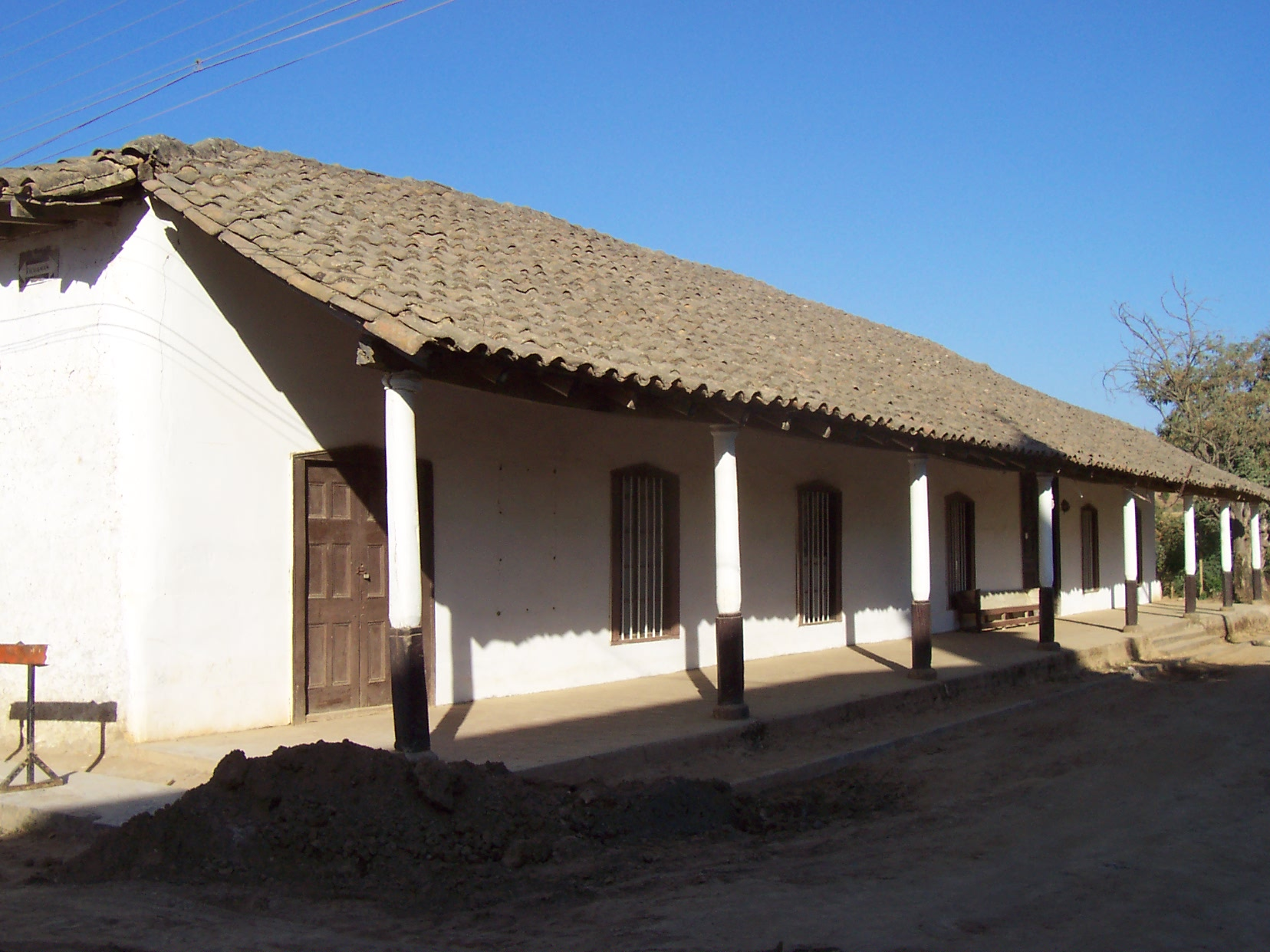
Типова сільська будівля у колоніальному стилі у селі Нірвільйо
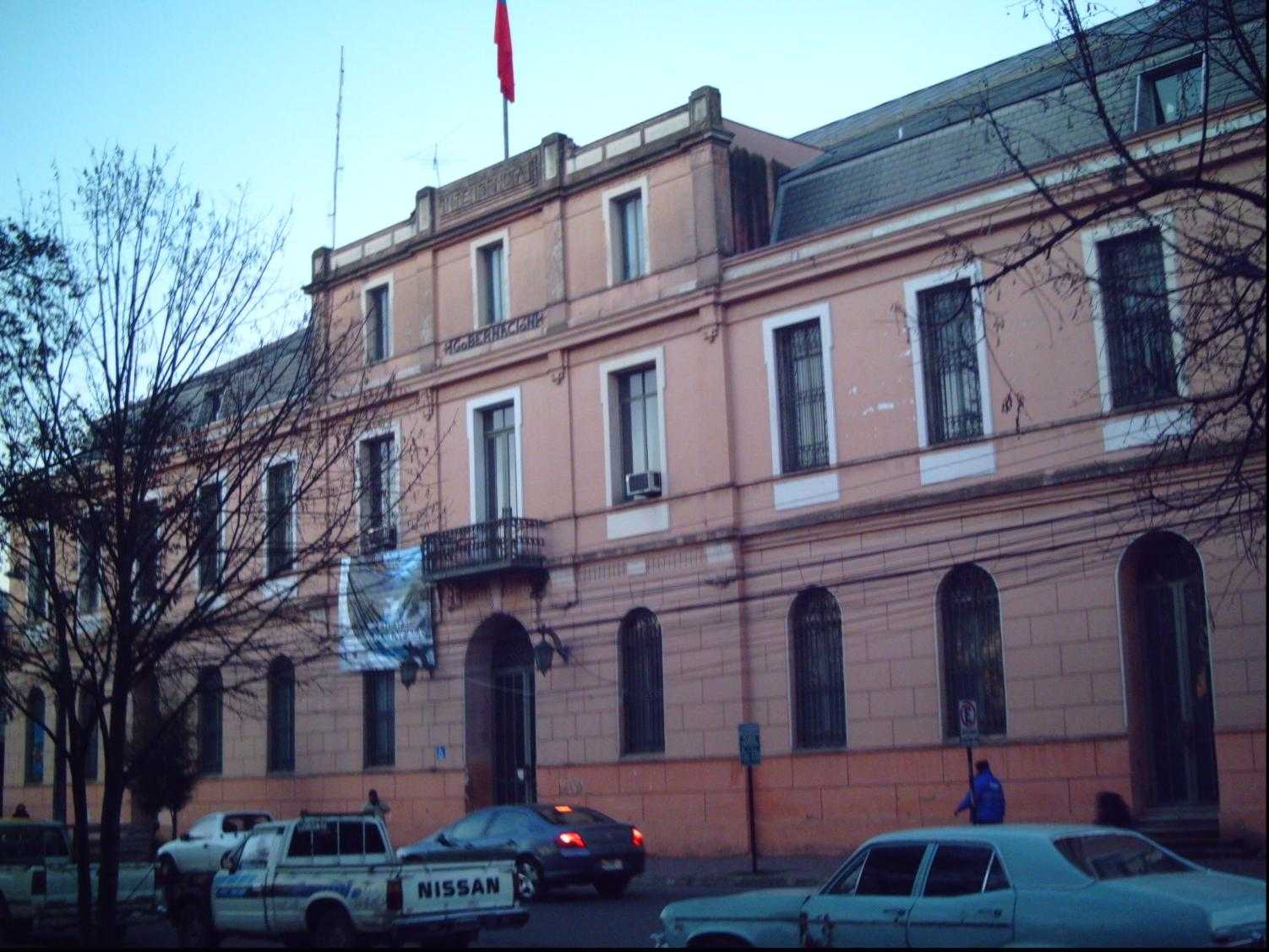
Будівля провінційного уряду провінції Лінарес
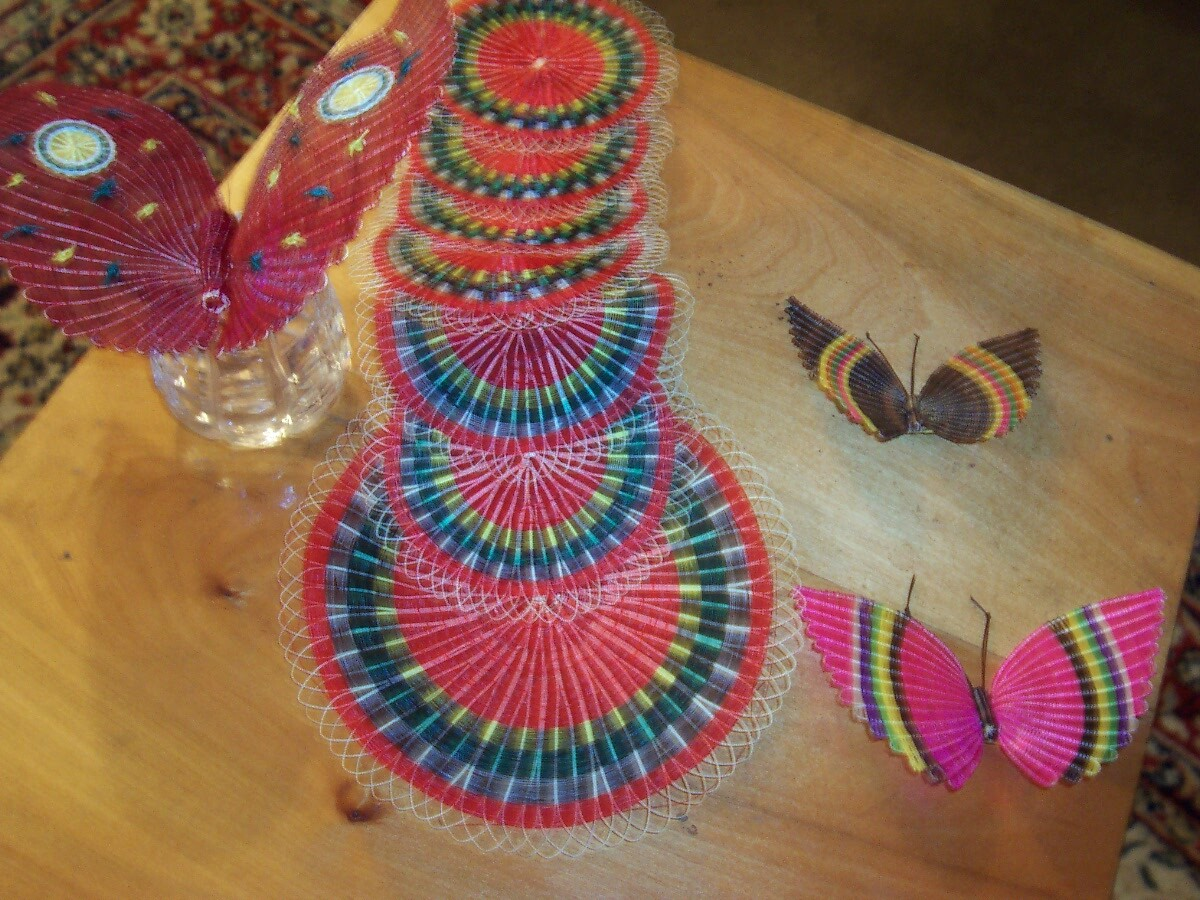
Традиційна прикраса місцевого населення